# Herb gminy Jabłonna (województwo mazowieckie)
Herb gminy Jabłonna – symbol gminy Jabłonna.

## Wygląd i symbolika
Herb przedstawia na tarczy dzielonej w rosochę w polu górnym złotym ukorzenioną jabłoń z czerwonymi jabłkami, w polu lewym półtrzecią złotego krzyża na zielonym tle, natomiast w polu prawym zielonym złoty pastorał. Jabłoń nawiązuje do nazwy gminy, pastorał do przynależności terenów gminy do dóbr kościelnych, natomiast krzyż to godło z herbu Pilawa rodu Potockich. 